# 市中心

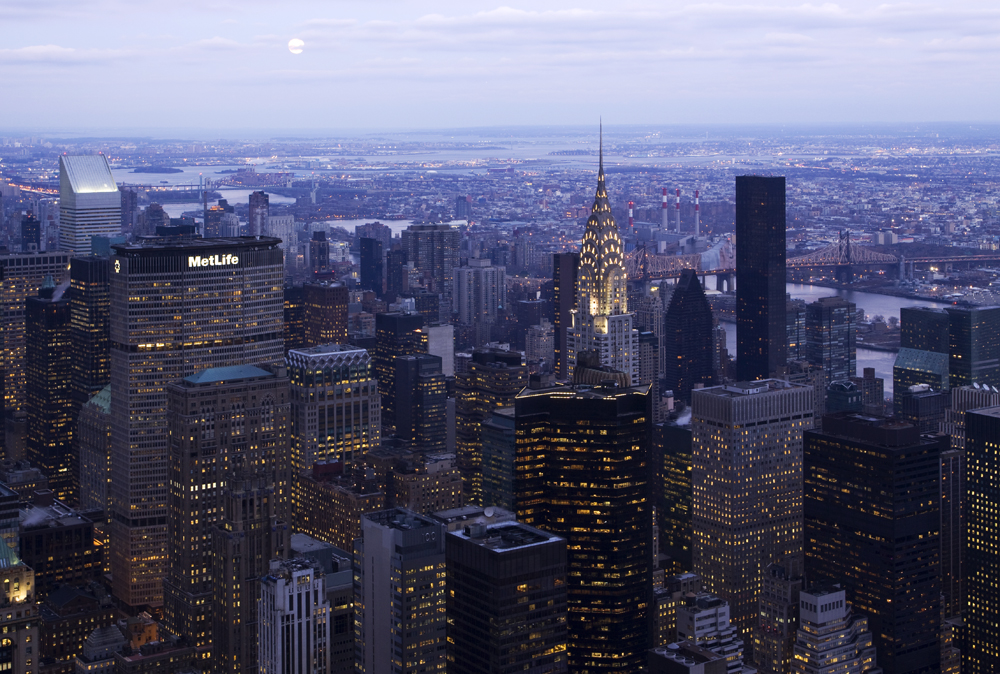
美國紐約

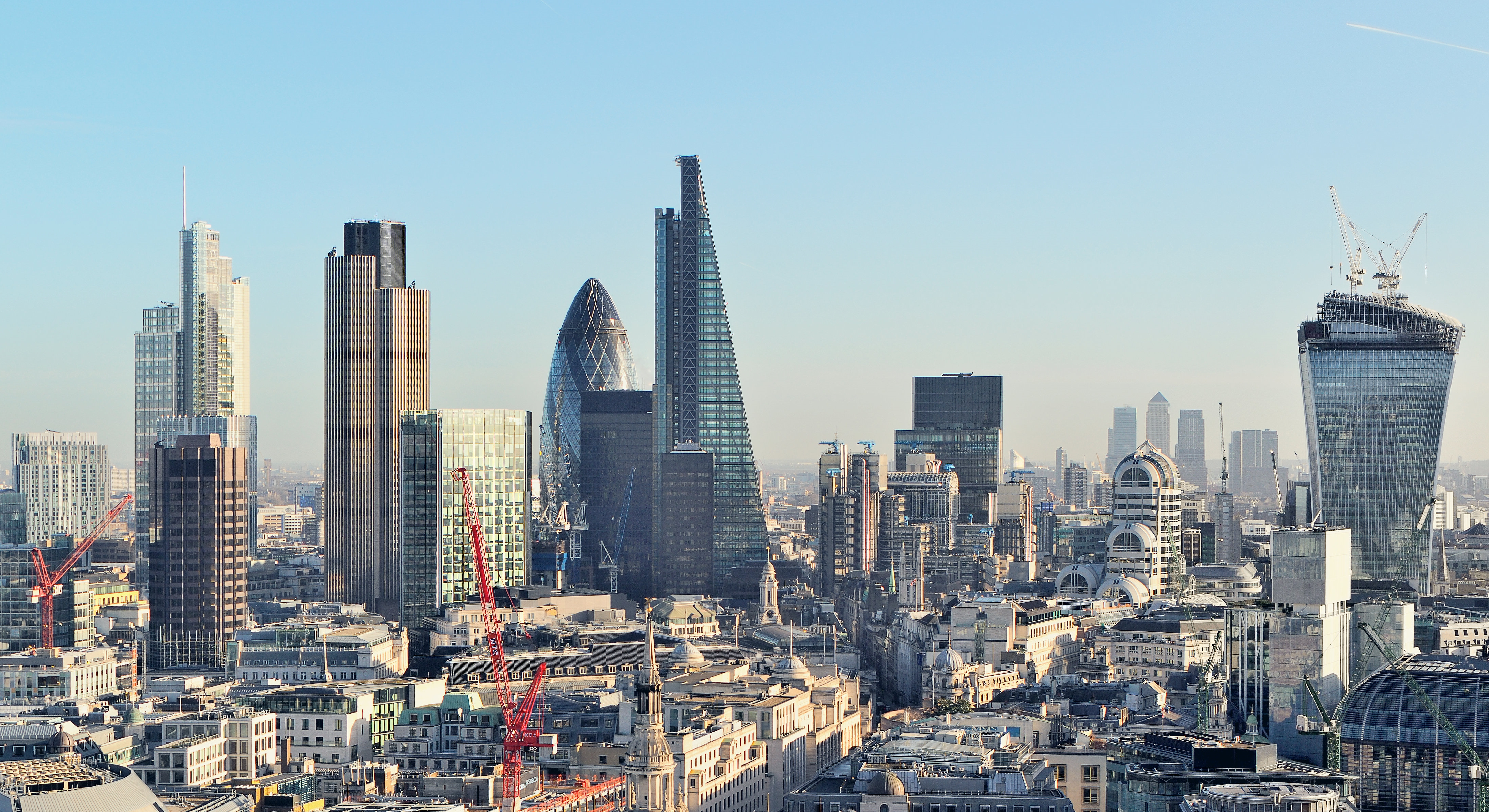
英國倫敦

市中心，是指国际大都市的核心地區，通常意指城市的商业、金融设施與交通樞紐的聚集地带，或者城市中的歷史城區。市中心當中商业活动的集中地，在現代又被稱為中心商業區。但對於較古老的城市，其最早的商業、交通核心以及歷史城區與現有的中心商業區位置不一定相同。在較大的城市，會形成多個市中心並立的格局。與市中心類似的用詞有市區、鬧區、大街、商圈等。
另外與市中心相通的用詞為「都心」，語源自日語和韓語，意指城市或都會區的中心部分，以此引申的還有「新都心」，指新開發或再開發並具有完整都市計畫的市中心區塊。

## “下城”
在除北美洲以外的世界大多数地方，「市中心」（英語：City centre）是城市中心的通用说法，但美国和加拿大稱市中心為「下城」（Downtown）。在加拿大，“下城”和“市中心”可以交替使用。墨西哥和其他北美西班牙语地区称市中心为“中心”（Centro），但在使用英语时有时也称为“下城”。
“下城”名称的由来是紐約較早期發展的區域為曼哈頓島的南端，地勢較低，在地圖上也是城市的下方，故稱曼哈顿下城；後來紐約市區逐漸向北發展，相對的就形成了「上城」（Uptown）。「上城」可以泛指遠離市中心的市郊或是住宅區，下城則成為市中心的代名詞。由於北美洲城市相對歐洲、亞洲大城市來說歷史較短，因此大多數北美洲的城市的市中心就是其中心商業區，因此一般來說即是市中心、也是中心商業區。但“下城”這一名詞的源頭曼哈頓卻是例外，由於曼哈頓後來的發展，“下城”僅指地理上位於南端的歷史中心區，而現在的曼哈頓市中心包括下城和中城，商業重心則大致已移到中城。

## 中心商業區

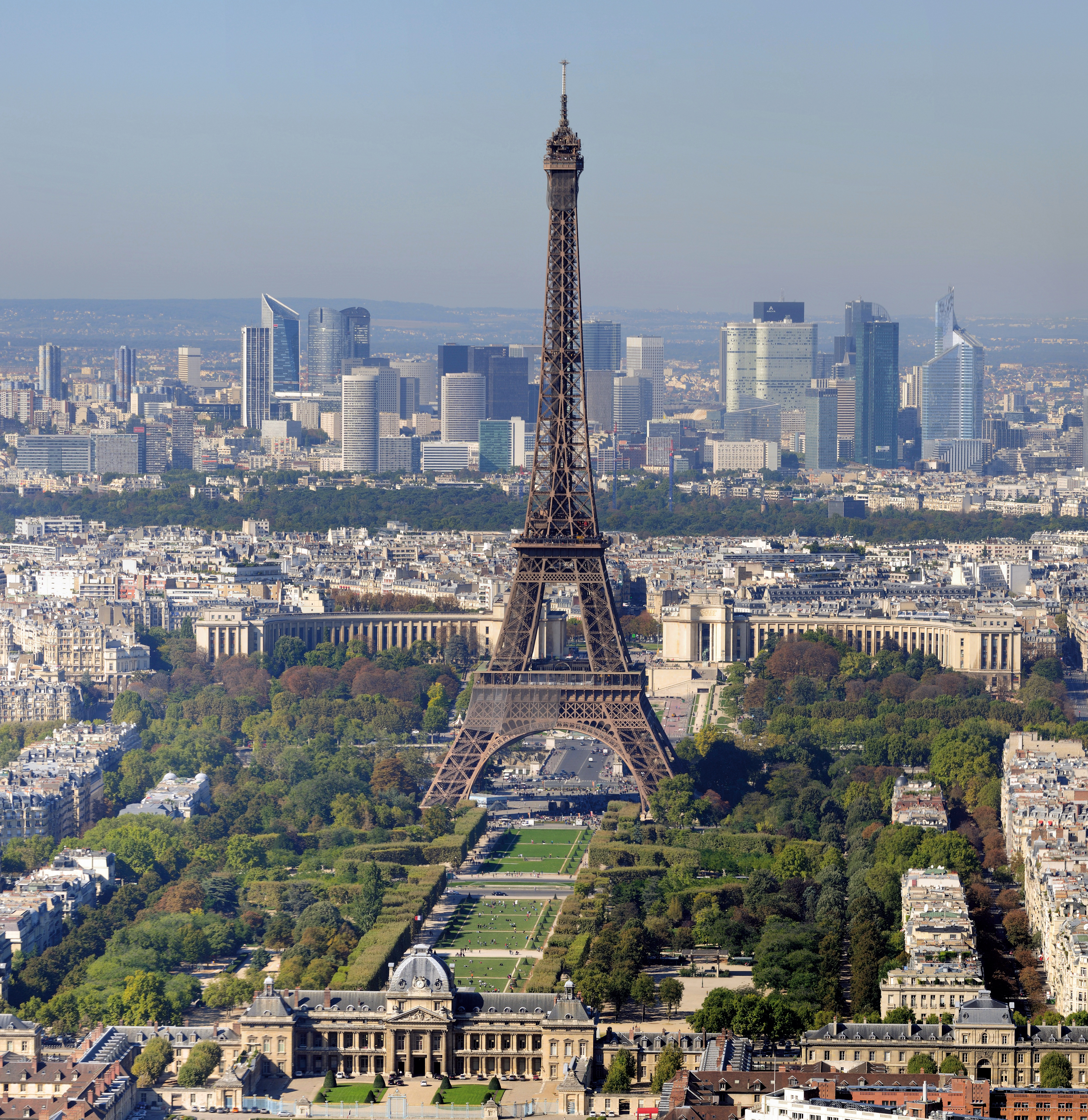
巴黎的市中心和中心商業區有明顯區分：照片中前部是市中心（centre-ville），後部是拉德芳斯中心商業區。

市中心是国际大都市的商業、娛樂、購物和政治權力的集中地區，時常是城市中的歷史城區。許多城市的中心商業區也位于市中心，但兩者也有區分：“中心商業區”僅指經濟與金融中心，而“市中心”也包含歷史、政治和文化因素。一般來說，在歷史較悠久的城市裏，中心商業區僅為市中心的一部分，或者位于市中心以外；而在新興城市裏，中心商業區經常就是市中心。
比較有特點的例子包括：
- 紐約的中心商業區就是其市中心。
- 倫敦的市中心是歷史城區倫敦市和西敏市，而中心商業區是倫敦市和新開發的金絲雀碼頭，兩者僅有部分重疊。
- 首尔的市中心是钟路区光化门-中区明洞/乙支路1，2街片区（泛西大门地区），虽然仍然是首屈一指的中心商业区，但现在首尔的中心商业区在永登浦区汝矣岛，江南区德黑兰路发展更成熟。
- 臺北的市中心和中心商业区是信义计划区、西門町、臺北站前商圈。
- 悉尼的中心商業區就是其市中心。
- 香港的中心商業區就是其市中心，但通过“起动九龙东”，远离市中心的观塘一带也成为了中心商業區。
- 广州的市中心是歷史城區越秀区海珠广场，而中心商業區是天河区珠江新城和天河路，但越秀区也承担部分中心商業區的功能。
- 北京的市中心是二环以内的天安门地区，而中心商業區是朝阳的国贸（大北窑）和望京地区，其中国贸地区和天安门地区地理上比较接近，但望京地区则在遥远的东北四环至东北五环区间。
- 上海的中心商业区不局限于陆家嘴，黄浦江西岸的上海市中心的歷史城區（人民广场-南京路）也包含在中心商业区范围内。
- 天津主城虽然中心商业区就是其市中心（和平区小白楼），但内部分工非常明确，各司其职，只有和平路和滨江道同时包含了市中心和中心商业区应有的所有功能。
- 滨海新区的中心商業區是于家堡和响螺湾，塘沽老城-泰达虽然只是市中心，也承担一定的中心商业区的功能。
- 深圳的中心商業區就是其市中心。
- 东京的市中心是千代田区东京站周围（大丸有，八重洲，日本桥），但只是东京众多中心商业区中规模最大发展最成型的那个。